# بنتلي ليتل
بنتلي ليتل (بالإنجليزية: Bentley Little)‏ (1960، أريزونا في الولايات المتحدة)؛ كاتب وروائي أمريكي.

## روابط خارجية
- بنتلي ليتل على موقع IMDb (الإنجليزية)
- بنتلي ليتل على موقع ميوزك برينز (الإنجليزية)